# Jurien Bay Marine Park
Jurien Bay Marine Park är en park i Australien. Den ligger i delstaten Western Australia, omkring 190 kilometer nordväst om delstatshuvudstaden Perth.
Trakten runt Jurien Bay Marine Park är nära nog obefolkad, med mindre än två invånare per kvadratkilometer.. Närmaste större samhälle är Jurien Bay, omkring 15 kilometer norr om Jurien Bay Marine Park. 
Genomsnittlig årsnederbörd är 568 millimeter. Den regnigaste månaden är juli, med i genomsnitt 109 mm nederbörd, och den torraste är december, med 10 mm nederbörd.